# Zenit-2 1
Zenit-2 1 – niedoszły radziecki satelita rozpoznawczy programu Zenit. Była to pierwsza radziecka próba wystrzelenia satelity tego rodzaju.
Ważący 4610 kg statek – zaadaptowany pojazd załogowy Wostok – wystartował na rakiecie Wostok 8K72K z kosmodromu Bajkonur w dniu 11 grudnia 1961, o godzinie 09:39:02 GMT. Start nie powiódł się. Silnik RO-7 członu ucieczkowego wyłączył się przedwcześnie. W reakcji na to, w 407 sekundzie lotu, automatycznie została wywołana procedura samodestrukcji rakiety. Odłamki opadły około 100 km na północ od Wilujska. Kapsuła powrotna, która miała dostarczyć na Ziemię zdjęcia, spadła prawdopodobnie między Nowosybirskiem a Jakuckiem, jednak nie została odnaleziona.
Start oznaczono w katalogu COSPAR, jako 1961-F14. Inne oznaczenia misji: 11F61 1, 2K 1.